# Cabécar
Le cabécar (sá jé ditsö́ ktö́ en cabécar) est une langue amérindienne parlée par les Cabécars, un peuple du Costa Rica.

## Classification
Le cabécar appartient à la famille des langues chibchanes, parlées dans le sud de l'Amérique centrale et le nord de l'Amérique du Sud, du Honduras à la frontière entre la Colombie et le Venezuela. Au sein de cette famille, le cabécar appartient à la branche des langues isthmiques, et il constitue au sein de cette branche le sous-groupe des langues vicéitiques avec le bribri.

## Distribution

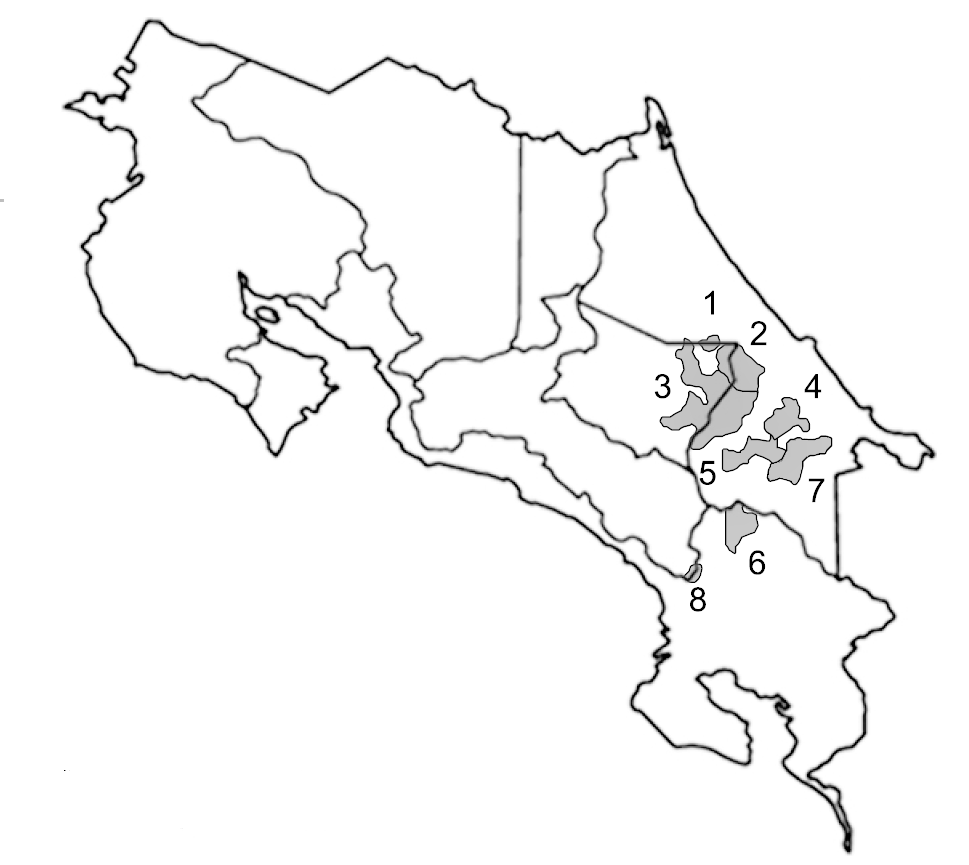
Carte des territoires cabécars.

Le cabécar est parlé par les Cabécars, un peuple autochtone du Costa Rica qui vit dans la cordillère de Talamanca, dans le sud-est du pays. Parmi les territoires indigènes (es) officiellement reconnus par le gouvernement costaricain, les huit territoires suivants appartiennent au peuple cabécar :
1. Nairi-Awari, dans les cantons de Turrialba, Matina et Siquirres (depuis 1991) ;
2. Bajo Chirripó, dans les cantons de Turrialba et Limón (depuis 1992) ;
3. Alto Chirripó, dans les cantons de Turrialba et Matina (depuis 1993) ;
4. Tayní, dans le canton de Limón (depuis 1984) ;
5. Telire, dans le canton de Talamanca (depuis 1985) ;
6. Ujarrás, dans le canton de Buenos Aires (depuis 1982) ;
7. Talamanca, dans le canton de Talamanca (depuis 1985) ;
8. China Kichá, dans le canton de Pérez Zeledón (depuis 2001).

Il n'existe pas de statistiques précises sur le nombre de locuteurs du cabécar, qui pourrait être compris entre 2 000 et 3 000 individus ou s'élever à près de 9 000.

## Écriture
| a | a̱ | b | ch | d | e | ë | e̱ | g | i | i̱ | j | h | l | m | n | ñ | n̈ | o | ö | o̱ | p | r | rr | s | sh | t | tk | ts | u | u̱ | w | y |

Le ton haut est indiqué avec l’accent aigu sur la voyelle : ‹ á, á̱, é, ë́, é̱, í, í̱, ó, ö́, ó̱, ú, ú̱ ›.

## Phonologie

### Voyelles
L'inventaire vocalique du cabécar se compose des douze voyelles suivantes, cinq nasales et sept orales :
|            | Antérieure | Centrale | Postérieure |
| ---------- | ---------- | -------- | ----------- |
| Fermée     | i ĩ        |          | u ũ         |
| Pré-fermée | ɪ          |          | ʊ           |
| Mi-fermée  | e ẽ        |          | o õ         |
| Ouverte    |            | a ã      |             |

### Consonnes
L'inventaire consonantique du cabécar se compose des consonnes suivantes :
|           | Labiale | Dentale | Alvéolaire | Palato- alvéolaire | Rétroflexe | Palatale | Vélaire | Glottale |
| --------- | ------- | ------- | ---------- | ------------------ | ---------- | -------- | ------- | -------- |
| Occlusive | p b     | t̪ d̪     |            |                    |            |          | k       | ʔ        |
| Affriquée |         |         | ts         | tʃ dʒ              |            |          |         |          |
| Fricative |         |         | s          | ʃ                  |            |          |         | h        |
| Battue    |         |         |            |                    | ɽ          |          |         |          |
| Spirante  | w       |         |            |                    |            | j        |         |          |

Les consonnes nasales [m], [n] et [ɲ] n'ont pas de valeur phonémique. Ce sont des variantes contextuelles des phonèmes /b/, /d̪/ et /dʒ/ lorsqu'ils sont suivis par une voyelle nasale.

## Grammaire

### Le nom
Il existe six classes nominales en cabécar qui correspondent à des critères sémantiques : les choses neutres, rondes, longues, plates, les contenants et les groupes ou portions. La classe des choses neutres inclut les êtres humains et constitue la classe par défaut. Les classificateurs numériques s'accordent en fonction de la classe du nom qu'ils classifient, par exemple :
- aláglöwa ból « deux femmes » (neutre)
- ják ból wö « deux pierres » (rond)
- míchi bótabö « deux chats » (long)
- óshkoro bótkö « deux poules » (plat)
- kököblë bóyökö « deux paniers » (contenant)
- tsalá bólga « deux régimes de bananes » (groupe)

Le cabécar ne possède pas de déterminant pour indiquer le caractère défini ou indéfini d'un substantif. En revanche, il existe des déterminants qui varient en fonction de la distance (proche ou lointaine) entre le référent et le locuteur, ainsi qu'en fonction de sa visibilité (visible ou pas). Ces déterminants apparaissent aussi bien avant qu'après le nom.
Le suffixe -wá est la marque du pluriel, mais il n'est obligatoire que pour les substantifs qui font référence à des êtres humains. Un substantif faisant référence à autre chose (être animé non humain, être inanimé) sans -wá peut aussi bien être au singulier qu'au pluriel, selon le contexte : óshkoro köpö-gé peut vouloir dire « une poule dort », « la poule dort », « des poules dorment » ou « les poules dorment ».
La possession est exprimée par la simple juxtaposition du possédant (nom ou pronom) et du possédé : José mína « la mère de José », yís mína « ma mère ».

### Les pronoms
Le paradigme des pronoms personnels inclut deux formes pour la première et la troisième personne du singulier : une forme libre et un clitique. Le cabécar distingue le nous exclusif et inclusif, selon que l'interlocuteur est exclu ou non par le locuteur.
| Personne  | Singulier | Pluriel |
| --------- | --------- | ------- |
| 1re excl. | yís, -s   | sá      |
| 1re incl. | yís, -s   | sé      |
| 2e        | bá        | bás     |
| 3e        | jié, -i   | jiéwá   |

Les pronoms personnels conservent la même forme, quelle que soit leur fonction dans la phrase : yís peut aussi bien indiquer le sujet (« je ») que l'objet (« me ») d'un verbe. Il peut aussi servir de déterminant possessif : yís mína « ma mère ».

### Le verbe
Il existe deux copules en cabécar : dö indique une propriété, tandis que tsó (qui peut également servir d'auxiliaire progressif) indique un état.
- oló dö du. « le vautour est un oiseau »
- jié tsó dawë « il est malade »

La conjugaison des verbes lexicaux varie selon l'aspect, le mode, la diathèse et la pluriactionnalité. En revanche, la personne n'entraîne pas de variation morphologique et n'est marquée que par le sujet (nom ou pronom). Certains aspects et modes sont directement marqués sur le verbe, tandis que d'autres, comme le progressif, font appel à un auxiliaire. La diathèse distingue voix active et voix moyenne. La pluriactionnalité permet quant à elle d'indiquer qu'une action se produit plus d'une fois.

### La phrase
Les relations entre les différents syntagmes nominaux d'une phrase sont exprimés à l'aide de postpositions. Ces postpositions ont un sens central explicité dans le tableau ci-dessous, mais elles peuvent également exprimer des relations sémantiques plus abstraites.
| Postposition | Signification              |
| ------------ | -------------------------- |
| da           | comitatif                  |
| gi           | superessif                 |
| ia           | datif                      |
| mi           | adessif                    |
| na           | latif                      |
| ska          | locatif                    |
| të / te      | ergatif (contexte positif) |
| wa           | instrumental               |
| wa           | ergatif (contexte négatif) |

Le cabécar est une langue ergative, c'est-à-dire qu'il traite de la même manière le sujet d'un verbe intransitif et l'objet d'un verbe transitif (marquage nul), par opposition au sujet d'un verbe transitif qui est codé avec la postposition ergative.